# Palau de Cornellà de Conflent
El Palau de Cornellà de Conflent, o Castell, és un monument històric inventariat des del 1973 pel Ministeri de Cultura francès del poble de Cornellà de Conflent, a la comarca d'aquest nom, de la Catalunya del Nord.
Està situat al davant de l'església de Santa Maria de Cornellà de Conflent, al seu costat sud-oest, a l'altre costat del carrer, o carretera, i de la plaça que s'hi obre.

## Història
L'esment més antic del palau es remunta a l'any 1047, quan el comte Ramon Guifré presidí un judici in palatio Corneliani. Tanmateix, el castell-palau molt probablement existia des del segle x, i una de les hipòtesis sobre el lloc de naixença de l'abat Oliba és precisament aquest palau, pertanyent a la seva família.
Durant el segle xi els comtes de Conflent i Cerdanya tenien el seu palau a Cornellà. Amb el temps esdevingué un nucli rellevant i batllia reial, atesa la vinculació del Comtat de Cerdanya i Conflent a la família comtal i reial catalana a partir del 1117. Així, el 1356, el rei Pere III cedí al prior del veí priorat de Santa Maria, Jaubert de Tofalles, l'antic palau comtal, per tal que els canonges, que fins aleshores havien viscut al voltant del claustre nord, hi residissin, cosa que no va succeir, tanmateix, fins al 1390.

## L'edifici
Des del primer moment el castell estigué envoltat d'una muralla. La torre mestra, de planta circular, probablement és del segle xii perquè l'antiga porta d'entrada al camí cobert sembla indicar una època anterior als segles xiii i xiv. La torre està situada a l'angle nord-oest del recinte quadrat del castell, en el seu punt més septentrional; la seva porta d'entrada és enlairada, possiblement perquè enllaçava amb la muralla que envoltava tot el recinte.
La capella del castell, Santa Maria del Palau de Cornellà de Conflent, es convertí en habitatge particular, i se'n conserva una part, tot i que molt afectada, a l'angle sud del recinte del castell, a l'extrem oposat del lloc on es troba la torre mestra. La façana oriental conserva finestres romàniques semblants a les del campanar de Santa Maria.
El palau-castell roman avui dia malauradament partit en tres propietats privades diferents, cosa que n'impedeix d'una banda la visita, i de l'altra una prospecció i restauració correctes, cosa que posaria en relleu un dels castells més ben conservats de la Catalunya del Nord.